# Verônica Hipólito
Verônica Hipólito (São Bernardo do Campo, 2 de junho de 1996) é uma atleta paralímpica brasileira. Conquistou as medalhas de prata e bronze nos Jogos Paralímpicos de Verão de 2016 no Rio de Janeiro, representando seu país nas provas de 100 metros e 400m na classe T38. Verônica também foi campeã mundial nos 200m rasos e vice campeã mundial nos 100m rasos no Campeonato Mundial de Para-Atletismo Lyon 2013. Conquistou três medalhas de ouro e uma de prata nos Jogos Pan-Americanos de 2015 em Toronto e três medalhas de prata nos Jogos Parapan-Americanos de 2019 em Lima.
Além disso possui diversos títulos e recordes brasileiros e sul-americanos das classes T38 e T37.

## Biografia
A busca pela qualidade de vida foi um dos motivos que levou Verônica ao atletismo. Os pais, José Dimas e Josenilda, sempre a incentivaram a prática esportiva para a garota começar a interagir mais, já que era muito tímida. Começou no esporte aos 10 anos no judô, só que uma cirurgia na cabeça para retirar um tumor no cérebro, com 13 anos, a impediu de continuar nos tatames. 
Em 2011, aos 14 anos, sofreu um AVC que paralisou todo o lado direito do seu corpo. Passou a praticar o Atletismo como forma de reabilitação para voltar a andar.

## Carreira

### Início
Em meados de 2012 Verônica começou a competir, e já em 2013 ganhou seu primeiro campeonato mundial adulto, com 17 anos, passando a ser chamada de Garota Prodígio.
No início de 2013 descobriu que o tumor na cabeça havia voltado, e decidiu, juntamente aos médicos, começar um tratamento com remédios. Em 2015, após descobrir que tinha uma anemia forte e fazer tratamentos para repor o ferro, descobriu que tinha uma síndrome rara, chamada Polipose Adenomatosa Familiar, nas vésperas do Jogos Parapanamericanos de Toronto e do campeonato mundial. Mesmo com o diagnóstico participou dos Jogos conquistando 3 medalhas de ouro e uma de prata, se tornando a maior e mais nova medalhista dos Jogos Parapanamericanos. Após os jogos realizou um procedimento cirúrgico para remover 90% do intestino grosso, voltando a treinar somente em Fevereiro de 2016.

### Rio-2016
Por causa do tumor no cérebro, Verônica seguiu tratamento com forte medicação e mesmo assim conseguiu participar os Jogos Paralímpicos de Verão de 2016 no Rio de Janeiro, onde conquistou uma medalha de Prata e outra de Bronze. Durante os Jogos realizou diversas participações nos Programas da rede de televisão a cabo SPORTV, se tornando uma figura conhecida do público.

### Novas cirurgias
No início de 2017, foi submetida a uma nova cirurgia no cérebro para a retirada de um tumor. Depois de 4 meses voltou aos treinos e retomou a carreira de alto rendimento. Em 2018 precisou refazer a cirurgia para remoção do tumor no cérebro e no final do ano retomou os treinamentos. Dessa vez a recuperação foi mais lenta e complicada, e Verônica enfrentou diversos problemas, como uma pneumonia e ganho de peso devido a forte medicação. Só voltou a competir novamente um ano após a cirurgia.

### Mudança de classe
Em 2019, antes de voltar a competir oficialmente, precisou passar por novo processo de qualificação funcional. Devido a uma menor mobilidade do seu lado direito do corpo, foi reclassifica em uma nova classe, a T37, destinada a atletas com um comprometimento físico um pouco maior do que sua classe anterior.
Já em sua segunda competição na classe T37, fez o tempo de 14s44, batendo o recorde brasileiro da classe.

### Lima 2019
Mesmo com poucos meses de treino após a última cirurgia, Verônica conquistou tempos significativos e foi convocada para participar dos Jogos Parapan-Americanos de 2019 em Lima. Apesar de ainda estar longe de sua forma ideal, Verônica surpreendeu a todos e conseguiu conquistar três medalhas de prata, nos 100m e 200m da classe T37 e revezamento universal 4x100m.

### Tokyo 2020
Em 2021 Verônica anunciou que o tumor no seu cérebro tinha voltado. Por isso não conseguiu alcançar o índice necessário para representar Brasil nos Jogos Paralímpicos de Tóquio, e não foi convocada. Entretanto foi contratada para ser a comentarista do SporTV para as provas de atletismo dos jogos. Foi considerada um dos destaques das transmissões, onde pôde colocar em pauta para o grande público o capacitismo.

## Atividades fora das pistas

### Gestão Esportiva
No final de 2019 Verônica criou o Time Naurú, uma equipe de atletismo paralímpico para disputar as competições regionais e nacionais organizadas pelo Comitê Paralímpico Brasileiro. Além de competir pela equipe, a atleta assumiu a função de principal gestora da equipe, com apenas 24 anos. Além da própria atleta, fazem parte da equipe outros atletas paralímpicos brasileiros, como Felipe Gomes, Viviane Ferreira Soares, Fabrício Junior Barros, Davi Wilker de Souza, entre outros. Em 2022, a Naurú criou sua primeira escolinha de atletismo em Santo André, passando a atender crianças e jovens da região.

### Atividades cívico-políticas
Em 14 de novembro de 2022, Berônica foi uma das especialistas designadas para integrar o Grupo Técnico de Esporte do Gabinete de Transição Governamental, grupo responsável por avaliar a situação das políticas públicas no país e, então, propor soluções para eventuais problemas identificados e aperfeiçoamentos das ações existentes ao subsidiar o relatório final da Equipe de Transição Governamental 2022-2023.